# منتخب أوزبكستان لهوكي الجليد
منتخب أوزبكستان لهوكي الجليد هو ممثل أوزبكستان الرسمي في المنافسات الدولية في هوكي الجليد
.